# Gladstone Theatre
Das The Gladstone Theatre ist ein Theater in Ottawa, Ontario, Kanada. Das Gladstone beherbergt Produktionen lokaler Indie-Theatergruppen. Es liegt an der Gladstone Avenue westlich der Preston Stree. Es ist die ehemalige Heimat der Great Canadian Theatre Company.

## Geschichte
Angefangs war das Gebäude eine Garage. 1982 baute die Great Canadian Theatre Company es in ein Theater mit 230 Plätzen um. 2008 zog das GCTC in das Irving Greenberg Theatre Centre um. Das Gebäude wurde von Steve Martin und Marilisa Granzotto, den Besitzern der nahegelegenen Arthur Murray Dance Studios, gekauft und für ungefähr 500.000 CA$ renoviert.  2011 schlossen sich Plosive Productions und SevenThirty Productions zusammen, um den Betrieb des Theaters zu übernehmen. Die Partnerschaft wurde um Shows von Black Sheep Theatre, Bear and Co., Same Day Theatre erweitert und später kam auch die Three Sisters Theatre Company hinzu.
Im Jahr 2015 wurde das Theatergebäude erneut verkauft und ein Mietvertrag unterzeichnet, um The Gladstone für die kommenden Jahre als Theater zu halten. Im November 2016 wurde The Gladstone Theatre Inc. als gemeinnütziger Verein gegründet. Zu dieser Zeit beherbergte das Gladstone regelmäßig zwölf stilistisch unterschiedliche Theatergruppen mit mehr als 27.000 verkauften Tickets pro Jahr. Während des Gründungsprozesses wurden fünf Resident Companies benannt: vier professionelle Indie-Companys und eine Community-Theater-Company. Die neu gegründeten Resident Companies mussten mindestens drei Shows im Gladstone produziert haben und sich verpflichten, weiterhin mindestens eine Show pro Jahr zu produzieren. Diese fünf ersten Resident Companies waren Bear & Co., Black Sheep Theatre, Phoenix Players, Plosive Productions und Three Sisters Theatre Company.

## Theater
Das Theater fasst ca. 230 Personen. Das Theater wurde für seine Wiedereröffnung am 11. September 2008 mit einer Dekoration im Art-déco-Stil renoviert.

## Kontroverse
Der ehemalige Theatermanager Don Fex wurde im August 2020 wegen sexueller Belästigung eines Minderjährigen gefeuert. Fex' Geständnis in einem Social-Media-Beitrag führte zu einer Gegenreaktion der Community.